# Großendrescheid
Großendrescheid ist ein Höhendorf mit gut zwei Dutzend Häusern nordwestlich des Rahmedetals zwischen den Städten Lüdenscheid und Altena im Märkischen Kreis.

## Geschichte
Schon im Jahre 1533 war das alte Erbgut in vier Höfe aufgeteilt, die sämtlich im Dickenhagener Samenholz berechtigt waren. Ältester bekannter Besitzer war 1533 Johann Grote. 1641 fiel das Gut in Konkurs, es wurde vermessen und auf 1462½ Taler geschätzt. Es scheint aber dennoch im Besitz der Familie Grote geblieben zu sein, denn 1676 wird hier der Bauer Dierich Grote genannt. Seit 1757 ist der Hof im Besitz der Familie Spelsberg, deren Besitzer früher Landwirtschaft und einen Gasthof betrieben, heute aber nur noch Gaststätte und Hotelbetrieb ihr eigen nennen. 

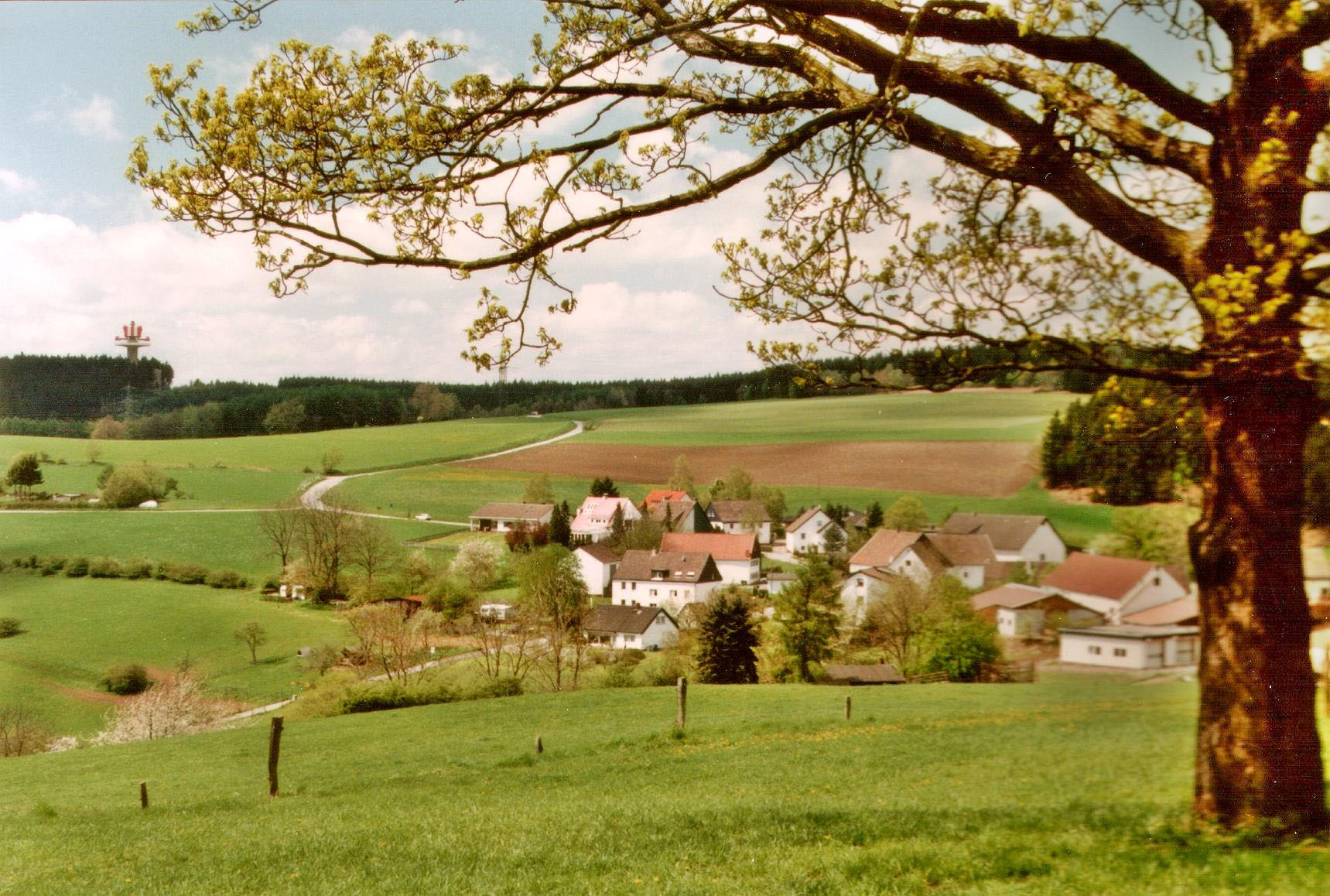
Blick auf Großendrescheid (1997)

Johann Stivens Gut war 1533 im Besitz von Gossen und Hinrich Stive. Im Dreißigjährigen Krieg (1618–1648) war das Gut hoch verschuldet. 1720 erfolgte eine Teilung, ⅓ des Gutes, „in den Schüren“ genannt, kam in den Besitz von Anna Maria Puel, deren Schwiegersohn Caspar Diedrich Rahmede diesen Gutsteil im Jahre 1766 für 660 Reichstaler übernahm. Bis 1842 waren seine Nachkommen hier als Bauern tätig. Zwei Drittel des Hofes waren bis 1748 im Besitz von Johann Diedrich Duläus aus Altena, von dem Johann Peter Altrogge diesen Gutsteil für 1050 Reichstaler kaufte. 
Durch Vererbung, Heirat und Tod wechselte mehrfach der Besitz. Freidags Gut war adeliges Pachtgut der Herren von Buddenborg. 1650 noch war Junker Freidag zu Buddenborg sein Besitzer. Über die Familie Dresel kam es in den Besitz der Familie Knefel. Auch hier haben sich die Besitzverhältnisse mehrfach geändert. Der Dreißigjährige Krieg hat der gesamten sauerländischen Bevölkerung, besonders aber den Bauern, zugesetzt. Viele verloren ihr Leben, ihr Vieh wurde gestohlen, ihre Häuser und Ställe angezündet. Das Haus der Knefels war abgebrannt und verfallen, die Ländereien verwüstet. Das letzte der alten Drescheider Güter war Gottschalk Puels Gut. Sein Besitzer wird in den Urkunden als Deneart op den Dreesche benannt. 1650 war das Gut stark verschuldet und kam vorübergehend in den Besitz der Kirche zu Altena. 1676 war Tieges Puel sein Besitzer. Danach blieb es über 100 Jahre Eigentum dieser Familie, später kaufte es die Familie Altrogge.

## Söhne und Töchter des Ortes
- Hein König (1891–1971), Kunstmaler